# Списак језера у Црној Гори
У Црној Гори има више природних и вештачких језера. Највеће је Скадарско језеро, које се још назива и Зетско. Налази се на граници Црне Горе и Албаније. Црној Гори припада 66% језера, а Албанији 34%. Захвата највећи део Подгоричко-скадарске котлине. Површина језера варира између 370 и 550 км², а ниво воде око 3 м.
Криптодепресија је просечне дубине 6 м, а највећа је 44 м. Настало је у крашком пољу, која је после плеистоцена делом испуњено водом. Ниво језера је нарочито порастао после великих поплава 1858, које су изазвале рачвање Дрима преко Дримњаче и спајање са Кири.
Језеро је богато рибом (сарага, јегуља, шаран, пастрмка и др.). Зими са севера долећу дивље патке, гуске и друге птице, па је познато и као ловиште. Све је већи његов значај за развој туризма.
Недалеко од Улциња је Шашко језеро, Језеро је дуго 3 км, широко 1,5 км, просечне дубине 3 метра. Каналом је спојено са реком Бојаном.
Планинска језера Црне Горе су ледничког порекла.
На Дурмитору су најпознатија Црно, Змиње, Мало, Шкрчко, Сушичко, Пошћенско, Модро, Валовито, Вражје и Рибље језеро.
На Сињајевини су Забојско и Зминичко језеро.
Бјеласица има Биоградко и Пешића језеро те Шишка и Урсуловачка језера.
На Проклетијама и Виситору су Плавско, Ридско, Рикавичко, Букумирско и Виситорско језеро.
Волујак има Трновачко и Стубањско, а на заравни Лукавице Капетаново и Манито језеро.
Од језера са изузетним природним лепотама истичу се Црно, Биоградско и Плавско језеро.
Црно језеро (1422 м је 3 километра удаљено од Жабљака, а састоји се од Великог и Малог језера. Ниво воде у језеру доста варира. За високог водостаја површина му је 0,5 км² а максимална дубина је 49 м. Око језера је очувана четинарска шума, па читав крај, повезан путем са Жабљаком, као део националног парка Дурмитор, има велики туристички значај.
Плавско језеро 907 м, површине 2 км², налази у изворишном делу Лима. Настало је у валову Гусињског глечера, иза велике чеоне морене. У језеро воду доводи Ључа, а одводи Лим. Највећа дубина језера је 9 м. Са насељем Плав има велики туристички значај.
Биоградско језеро (1094 м, најлепши је део националног парка Биоградска гора, удаљено је од Колашина 16 км, а од магистралног пута Колашин—Мојковац 4 км. Дуго је 875 м, широко 410 м, просечно дубоко 4,5 м, а максимална му је дубина 12 м.
У општини Никшић се налазе следећа језера: Слано језеро, Вртачко језеро, Крупачко језеро, Ливеровићко језеро, Граховско језеро, Дркалско језеро, Билећко језеро(дељено са Босном и Херцеговином).

## Списак језера
- Билећко језеро - делом у Црној Гори, већим делом у Босни и Херцеговини
- Биоградско језеро
- Букумирско језеро
- Боровичко језеро- језеро код Пљеваља
- Виситорско језеро
- Вражје језеро - ледничко јеѕеро код Жабљака
- Горње Мало Блато
- Зминичко језеро - ледничко језеро код Жабљака
- Црно језеро - ледничко језеро близу Жабљака на Дурмитору
- Хридско језеро
- Капетаново језеро - ледничко језеро, 20 км источно од Никшића
- Крупачко језеро - вештачко језеро код Никшића
- Језеро Дркалско - природно језеро код улаза у Жупу Никшићку
- Језеро Ливеровићи - вештачко језеро код Никшића
- Манито језеро - ледничко језеро, 20 км источно од Никшића, близу Капетановог језера и нешто мање од њега
- Отиловићко језеро - вештачко језеро близу Пљеваља
- Пешића језеро
- Пивско језеро - највеће вештачко јеѕеро у Црној Гори
- Плавско језеро - ледничко језеро, близу Плава, између Проклетија и Виситора
- Рикавачко језеро
- Скадарско језеро - 2/3 у Црној Гори, остатак у Албанији
- Слано језеро - вештачко језеро близу Никшића
- Сушичко језеро
- Трновачко језеро
- Шаско језеро
- Шишко језеро